# Wild Things Run Fast
Albums de Joni Mitchell
Shadows and Light
(1980) Dog Eat Dog
(1985)
Wild Things Run Fast est le onzième album studio de Joni Mitchell, sorti en octobre 1982.
Cet album marque un changement de direction pour Mitchell, délaissant le jazz pour un son plus pop, typique des années 1980. Il s'agit également du premier album sur lequel elle travaille avec le bassiste Larry Klein qu'elle épousa en 1982. 
Joni Mitchell a déclaré avoir été inspirée par la musique de Steely Dan, Talking Heads ou encore The Police qu'elle avait écoutée dans une discothèque lors d'un voyage aux Caraïbes en 1981. C'est particulièrement le son de Police qui l'a conduite à produire un album plus rythmé.
L'album s'est classé 25e au Billboard 200.
Une tournée mondiale a suivi la publication Wild Things Run Fast. Une vidéo de la tournée, intitulée Refuge of the Roads, a été commercialisée en 1983. Les séquences enregistrées ne l'ont pas été devant un public mais dans un studio après la fin du tour, avec des applaudissements ajoutés en post-production. Il existe également des images en Super 8, prises par Mitchell elle-même sur la route, qui ont été commercialisées en DVD en 2004.

## Liste des titres
Toutes les chansons sont écrites et composées par Joni Mitchell, sauf mention contraire.
| 1. | Chinese Café / Unchained Melody | Joni Mitchell, Alex North, Hy Zaret | 5:17 |
| 2. | Wild Things Run Fast            |                                     | 2:12 |
| 3. | Ladies' Man                     |                                     | 2:37 |
| 4. | Moon at the Window              |                                     | 3:42 |
| 5. | Solid Love                      |                                     | 2:57 |

| 1. | Be Cool                              |                              | 4:12 |
| 2. | (You're So Square) Baby I Don't Care | Jerry Leiber et Mike Stoller | 2:36 |
| 3. | You Dream Flat Tires                 |                              | 2:50 |
| 4. | Man to Man                           |                              | 3:42 |
| 5. | Underneath the Streetlight           |                              | 2:14 |
| 6. | Love                                 |                              | 3:46 |

## Personnel
- Joni Mitchell : chant, chœurs (B4), guitare acoustique (A3, A5, B3 à B5), guitare électrique (A4, B1 et B3), piano (A1), piano électrique (B5)
- Larry Carlton : guitare (A3)
- Michael Landau : guitare électrique (A5, B2, B3 et B5)
- Steve Lukather : guitare électrique (A1, A2, B3 et B4)
- Larry Klein : basse
- Larry Williams : synthétiseur Prophet (A1 et A2), saxophone ténor (A3 et B2)
- Russell Ferrante : synthétiseur Oberheim (A4, B1 et B4)
- Wayne Shorter : saxophone soprano (A4, B16 et B11)
- Kim Hutchcroft : saxophone baryton (B2)
- John Guerin : batterie (A1, A4, B1 et B4)
- Vinnie Colaiuta : batterie (A2, A3 A5, B2, B3, B5 et B6)
- Victor Feldman : percussions (B4)
- Lionel Richie : chœurs (A3 et B3)
- Charles Valentino, Howard Kinney : chœurs (A3)
- James Taylor : chœurs (B4)